# رودجيرز كولا
رودجيرز كولا (بالإنجليزية: Rodgers Kola)‏ (4 يوليو 1989 بلوساكا في زامبيا - ) هو لاعب كرة قدم زامبي في مركز الهجوم. شارك مع منتخب زامبيا لكرة القدم. أما مع النوادي، فقد لعب مع نادي زاناكو ونادي غينت ونادي هبوعيل إيروني كريات شمونة ونادي أسدود وVeria F.C. ‏ ولمونتفيل غولدن أروز ‏ وHapoel Rishon LeZion F.C. ‏ وHapoel Bnei Lod F.C. ‏.

## وصلات خارجية
- رودجيرز كولا على موقع الاتحاد الأوربي (الإنجليزية)
- رودجيرز كولا على موقع قاعدة بيانات كرة القدم.إي يو (الإنجليزية)
- رودجيرز كولا على موقع ناشيونال فوتبول تيمز (الإنجليزية)
- رودجيرز كولا على موقع Soccerway.com (الإنجليزية)